# Fond (restaurang)

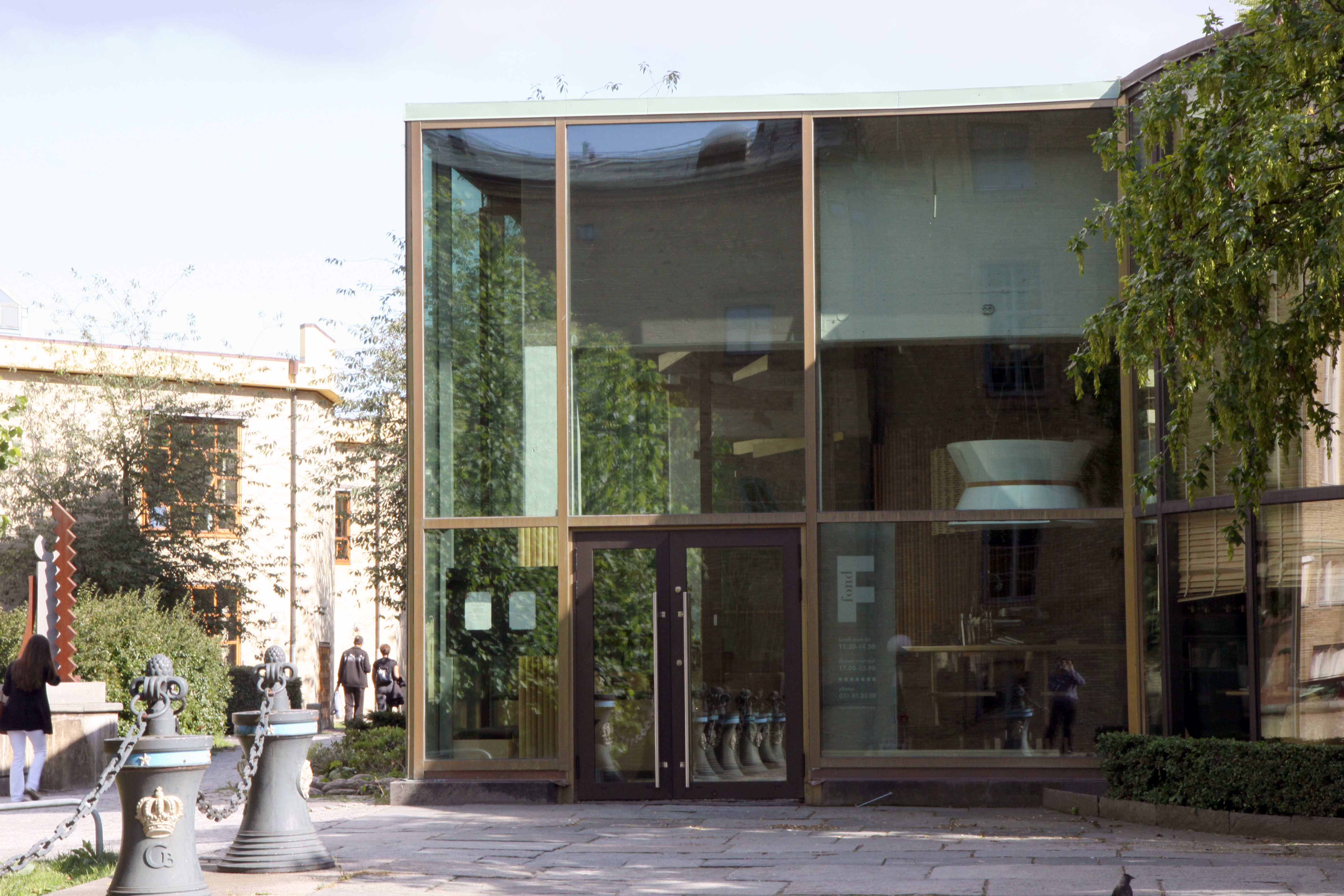
Restaurang Fond 2009

Fond var en restaurang vid Götaplatsen i Göteborg. Den drevs av Stefan Karlsson och fick en stjärna i ansedda Guide Michelin år 2002.
Fond öppnade år 1999 och stängde vid årsskiftet 2013/2014. I lokalen hade tidigare restaurang La Scala, som drevs av Leif Mannerström och Crister Svantesson, hållit till.